# Waals Parlement (samenstelling 2004-2009)

Waalse Vlag

Deze lijst geeft de samenstelling weer van het Waals Parlement tussen 2004 en 2009. De legislatuur liep van 29 juni 2004 tot 15 mei 2009.
Tijdens deze legislatuur waren achtereenvolgens de Regering-Van Cauwenberghe II (27 juli 2004 - 6 oktober 2005), de Regering-Di Rupo II (6 oktober 2005 - 20 juli 2007) en de Regering-Demotte I (20 juli 2007 - 15 juli 2009) in functie, telkens een meerderheid gevormd door PS en cdH. De oppositie bestond dus uit MR, Ecolo en FN.

## Samenstelling
| Begin legislatuur (2004) | Begin legislatuur (2004) | Begin legislatuur (2004) | Einde legislatuur (2009) | Einde legislatuur (2009) | Einde legislatuur (2009) |
| Fractie                  | Fractie                  | Zetels                   | Fractie                  | Fractie                  | Zetels                   |
| ------------------------ | ------------------------ | ------------------------ | ------------------------ | ------------------------ | ------------------------ |
|                          | PS                       | 34                       |                          | PS                       | 34                       |
|                          | MR                       | 20                       |                          | MR                       | 20                       |
|                          | cdH                      | 14                       |                          | cdH                      | 14                       |
|                          | Front National           | 4                        |                          | Front National           | 4                        |
|                          | Ecolo                    | 3                        |                          | Ecolo                    | 3                        |

## Zetelverdeling op basis van de kieskringen
Het Waals Parlement telt 75 leden. De Franstalige leden van het parlement zetelen tevens in het parlement van de Franstalige Gemeenschap en de Duitstalige leden van het parlement zetelen in het parlement van de Duitstalige Gemeenschap. De zetelverdeling ziet er als uit als volgt na de verkiezingen van 13 juni 2004:
| Provincie     | Kieskring/Partij         | PS | MR | cdH | FN | Ecolo | Totaal |
| ------------- | ------------------------ | -- | -- | --- | -- | ----- | ------ |
| Henegouwen    | Bergen                   | 3  | 1  | 1   | 1  | 0     | 6      |
| Henegouwen    | Charleroi                | 4  | 2  | 1   | 2  | 0     | 9      |
| Henegouwen    | Doornik-Aat-Moeskroen    | 3  | 2  | 2   | 0  | 0     | 7      |
| Henegouwen    | Thuin                    | 3  | 0  | 0   | 0  | 0     | 3      |
| Henegouwen    | Zinnik                   | 2  | 1  | 1   | 0  | 0     | 4      |
| Luik          | Hoei-Borgworm            | 2  | 2  | 0   | 0  | 0     | 4      |
| Luik          | Luik                     | 6  | 3  | 2   | 1  | 1     | 13     |
| Luik          | Verviers                 | 2  | 1  | 2   | 0  | 1     | 6      |
| Luxemburg     | Aarlen-Marche-Bastenaken | 1  | 1  | 1   | 0  | 0     | 3      |
| Luxemburg     | Neufchâteau-Virton       | 1  | 0  | 1   | 0  | 0     | 2      |
| Namen         | Dinant-Philippeville     | 2  | 1  | 1   | 0  | 0     | 4      |
| Namen         | Namen                    | 3  | 2  | 1   | 0  | 0     | 6      |
| Waals-Brabant | Nijvel                   | 2  | 4  | 1   | 0  | 1     | 8      |
| Totaal        | Totaal                   | 34 | 20 | 14  | 4  | 3     | 75     |

## Lijst van de Waalse Parlementsleden
| Volksvertegenwoordiger       | Kieskring                | Fractie        | Opmerkingen |
| ---------------------------- | ------------------------ | -------------- | --- |
| Maurice Bayenet              | Dinant-Philippeville     | PS             | Voorzitter van de PS-fractie. |
| Patrick Avril                | Luik                     | PS             | Voorzitter van de commissie Sociale Actie, Gezondheid en Huisvesting tot 24 januari 2006 en vanaf 25 januari 2006 voorzitter van de commissie Sociale Actie en Gezondheid. |
| Marc Barvais                 | Bergen                   | PS             | Vervangt vanaf 20 juli 2004 Didier Donfut, die staatssecretaris in de Federale regering wordt. |
| Maurice Bodson               | Zinnik                   | PS             | Vervangt vanaf 1 december 2005 Willy Taminiaux, die voltijds burgemeester van La Louvière wordt. Taminiaux was parlementsvoorzitter tot 19 juli 2004 en secretaris van 19 juli 2004 tot 1 december 2005. |
| Pol Calet                    | Charleroi                | PS             | |
| Ingrid Colicis               | Charleroi                | PS             | |
| Christophe Collignon         | Hoei-Borgworm            | PS             | |
| Frédéric Daerden             | Luik                     | PS             | |
| Marc de Saint Moulin         | Zinnik                   | PS             | |
| Freddy Deghilage             | Bergen                   | PS             | Ondervoorzitter tot 19 juli 2004. |
| Maurice Dehu                 | Nijvel                   | PS             | |
| Paul-Olivier Delannois       | Doornik-Aat-Moeskroen    | PS             | |
| Laurent Devin                | Thuin                    | PS             | |
| Nicole Docq                  | Namen                    | PS             | Vervangt vanaf 20 juli 2004 Claude Eerdekens, die minister in de Franse Gemeenschapsregering wordt. |
| Françoise Fassiaux-Looten    | Thuin                    | PS             | Secretaris tot 19 juli 2004. |
| Paul Ficheroulle             | Charleroi                | PS             | Vervangt vanaf 20 juli 2004 Christian Dupont, die minister in de Federale regering wordt. Ficheroulle is secretaris vanaf 23 november 2004. |
| Paul Furlan                  | Thuin                    | PS             | Secretaris vanaf 19 juli 2004. |
| Jacques Gennen               | Aarlen-Marche-Bastenaken | PS             | Vervangt vanaf 20 juli 2004 Philippe Courard, die minister in de Waalse Regering wordt. |
| José Happart                 | Luik                     | PS             | Parlementsvoorzitter vanaf 19 juli 2004. |
| Jean-François Istasse        | Verviers                 | PS             | |
| Charles Janssens             | Luik                     | PS             | Secretaris tot 22 december 2004 en ondervoorzitter vanaf 22 december 2004. |
| Joëlle Kapompolé             | Bergen                   | PS             | |
| Jean-Charles Luperto         | Namen                    | PS             | Voorzitter van de commissie Werk, Opleiding, Onderzoek, Nieuwe Technologieën en Telecommunicatie tot 24 januari 2006 en vanaf 25 januari 2006 voorzitter van de commissie Economie, Werk, Buitenlandse Handel en Opleiding.                                                                                           |
| Robert Meureau               | Hoei-Borgworm            | PS             | Voorzitter van de commissie Leefmilieu, Natuurlijke Bronnen en Landelijkheid tot 24 januari 2006 en vanaf 25 januari 2006 voorzitter van de commissie Leefmilieu, Natuurlijke Bronnen, Toerisme, Landelijkheid en Landbouwbeleid.                                                                                     |
| Guy Milcamps                 | Dinant-Philippeville     | PS             | Voorzitter van de commissie Economie, Toerisme, Landbouw en Energie tot 24 januari 2006 en vanaf 25 januari 2006 voorzitter van de commissie Algemene Zaken, Administratieve Vereenvoudiging, Europese Fondsen, Reglement en Boekhouding.                                                                             |
| Alain Onkelinx               | Luik                     | PS             | Vervangt vanaf 29 juni 2005 Willy Demeyer, die voorzitter wordt van de PS-afdeling van het arrondissement Luik en niet wil combineren met het mandaat van Waals Parlementslid. |
| Sébastian Pirlot             | Neufchâteau-Virton       | PS             | Vervangt vanaf 29 juni 2004 Daniel Henri Ledent, die verkiest om gedeputeerde van Luxemburg te blijven. |
| Daniel Senesael              | Doornik-Aat-Moeskroen    | PS             | |
| Isabelle Simonis             | Luik                     | PS             | |
| Edmund Stoffels              | Verviers                 | PS             | |
| Eliane Tillieux              | Namen                    | PS             | |
| Jean-Claude Van Cauwenberghe | Charleroi                | PS             | Werd van 20 juli 2004 tot 30 september 2005 als minister in de Waalse Regering vervangen door Roland Marchal. Van Cauwenberghe is vanaf 1 december 2005 secretaris. |
| Pierre Wacquier              | Doornik-Aat-Moeskroen    | PS             | Vervangt vanaf 20 juli 2004 Rudy Demotte, die verkiest om minister in de Federale Regering te blijven. |
| Léon Walry                   | Nijvel                   | PS             | Secretaris tot 23 november 2004. |
| Serge Kubla                  | Nijvel                   | MR             | Voorzitter van de MR-fractie vanaf 30 juni 2004. |
| Claude Ancion                | Luik                     | MR             | Vervangt vanaf 6 oktober 2004 Michel Foret, die provinciegouverneur van Luik wordt. |
| Anne Barzin                  | Namen                    | MR             | Vervangt vanaf 17 januari 2007 Denis Mathen, die provinciegouverneur van Namen wordt. |
| Chantal Bertouille           | Doornik-Aat-Moeskroen    | MR             | Voorzitter van de commissie Binnenlandse Aangelegenheden en Ambtenarenzaken. |
| Véronique Bidoul             | Nijvel                   | MR             | |
| Willy Borsus                 | Dinant-Philippeville     | MR             | Voorzitter van de commissie Ruimtelijke Ordening, Erfgoed, Transport, Uitrusting en Energie tot 24 januari 2006 en van 25 januari 2006 tot 13 januari 2008 voorzitter van de commissie Ruimtelijke Ordening, Transport, Energie en Huisvesting.                                                                       |
| Philippe Bracaval            | Doornik-Aat-Moeskroen    | MR             | Vervangt vanaf 3 juli 2007 Jean-Luc Crucke, die lid wordt van de Kamer van volksvertegenwoordigers. |
| Caroline Cassart-Mailleux    | Hoei-Borgworm            | MR             | |
| Véronique Cornet             | Charleroi                | MR             | Ondervoorzitter vanaf 19 juli 2004. |
| Jean-Pierre Dardenne         | Aarlen-Marche-Bastenaken | MR             | Secretaris vanaf 19 juli 2004. |
| Brigitte Defalque            | Nijvel                   | MR             | |
| Christine Defraigne          | Luik                     | MR             | |
| Philippe Fontaine            | Charleroi                | MR             | |
| Hervé Jamar                  | Hoei-Borgworm            | MR             | Werd van 29 juni 2004 tot 21 december 2007 als staatssecretaris in de Federale regering vervangen door Isabelle Lissens. Jamar was vanaf 14 januari 2008 voorzitter van de commissie Ruimtelijke Ordening, Transport, Energie en Huisvesting.                                                                         |
| Jean-Claude Meurens          | Verviers                 | MR             | Vervangt vanaf 3 juli 2007 Pierre-Yves Jeholet, die lid wordt van de Kamer van volksvertegenwoordigers. |
| Richard Miller               | Bergen                   | MR             | |
| Marcel Neven                 | Luik                     | MR             | Secretaris tot 19 juli 2004. |
| Florine Pary-Mille           | Zinnik                   | MR             | |
| Jean-Marie Severin           | Namen                    | MR             | Ondervoorzitter tot 19 juli 2004. |
| Jean-Paul Wahl               | Nijvel                   | MR             | Vervangt vanaf 19 juli 2006 Pierre Boucher, die zich kandidaat stelt bij de provincieraadsverkiezingen van oktober 2006. |
| Michel de Lamotte            | Luik                     | cdH            | Voorzitter van de cdH-fractie vanaf 19 juli 2004. |
| André Bouchat                | Aarlen-Marche-Bastenaken | cdH            | |
| Anne-Marie Corbisier-Hagon   | Charleroi                | cdH            | |
| Carlo Di Antonio             | Bergen                   | cdH            | |
| Jacques Étienne              | Namen                    | cdH            | Voorzitter van de commissie Begroting, Financiën, Algemene Zaken, Administratieve Vereenvoudiging, Reglement en Comptabiliteit tot 24 januari 2006 en voorzitter van de commissie Begroting, Financiën, Uitrusting en Erfgoed van 25 januari tot 18 december 2006.                                                    |
| Dimitri Fourny               | Neufchâteau-Virton       | cdH            | Vervangt vanaf 29 juni 2004 Josy Arens, die verkiest om in de Kamer van volksvertegenwoordigers te blijven zetelen. Fourny is vanaf 29 januari 2007 voorzitter van de commissie Begroting, Financiën, Uitrusting en Erfgoed.                                                                                          |
| Herbert Grommes              | Verviers                 | cdH            | |
| Benoît Langendries           | Nijvel                   | cdH            | Vervangt vanaf 20 juli 2004 André Antoine, die minister in de Waalse Regering wordt. André Antoine was secretaris tot 19 juli 2004. |
| Michel Lebrun                | Dinant-Philippeville     | cdH            | Secretaris tot 19 juli 2004 en ondervoorzitter vanaf 19 juli 2004. |
| Jean-Paul Procureur          | Zinnik                   | cdH            | |
| Louis Smal                   | Luik                     | cdH            | Voorzitter van de commissie Internationale Betrekkingen, Internationale Samenwerking, Buitenlandse Handel en Europese Fondsen tot 24 januari 2006 en vanaf 25 januari 2006 voorzitter van de commissie Internationale Betrekkingen, Internationale Samenwerking, Onderzoek, Nieuwe Technologieën en Telecommunicatie. |
| René Thissen                 | Verviers                 | cdH            | Secretaris vanaf 19 juli 2004. |
| Monique Willocq              | Doornik-Aat-Moeskroen    | cdH            | Vervangt vanaf 3 juli 2007 Christian Brotcorne, die lid wordt van de Kamer van volksvertegenwoordigers. |
| Damien Yzerbyt               | Doornik-Aat-Moeskroen    | cdH            | Vervangt vanaf 21 april 2005 Jean-Pierre Detremmerie, die voltijds burgemeester van Moeskroen wordt. |
| Jean-Pierre Borbouse         | Bergen                   | Front National | Vervangt vanaf 29 juni 2004 Michel Delacroix, die verkiest om in de Belgische Senaat te blijven zetelen. |
| Daniel Huygens               | Charleroi                | Front National | |
| Charles Petitjean            | Charleroi                | Front National | |
| Charles Pire                 | Luik                     | Front National | |
| Bernard Wesphael             | Luik                     | Ecolo          | Voorzitter van de Ecolo-fractie. |
| Marcel Cheron                | Nijvel                   | Ecolo          | |
| Monika Dethier-Neumann       | Verviers                 | Ecolo          | |